# Llista d'asteroides/143501-143600
| Nom      | Designació provisional | Data de descobriment | Lloc de descobriment | Descobridor/s              |
| -------- | ---------------------- | -------------------- | -------------------- | -------------------------- |
| 143501 - | 2003 DY13              | 26 de febrer de 2003 | Haleakala            | NEAT                       |
| 143502 - | 2003 DS14              | 25 de febrer de 2003 | Haleakala            | NEAT                       |
| 143503 - | 2003 DC15              | 26 de febrer de 2003 | Socorro              | LINEAR                     |
| 143504 - | 2003 DL17              | 22 de febrer de 2003 | Goodricke-Pigott     | J. W. Kessel               |
| 143505 - | 2003 DM17              | 22 de febrer de 2003 | Goodricke-Pigott     | J. W. Kessel               |
| 143506 - | 2003 DO17              | 22 de febrer de 2003 | Goodricke-Pigott     | J. W. Kessel               |
| 143507 - | 2003 DL20              | 22 de febrer de 2003 | Palomar              | NEAT                       |
| 143508 - | 2003 DJ22              | 24 de febrer de 2003 | Needville            | J. Dellinger, W. G. Dillon |
| 143509 - | 2003 EG1               | 5 de març de 2003    | Socorro              | LINEAR                     |
| 143510 - | 2003 EN4               | 6 de març de 2003    | Desert Eagle         | W. K. Y. Yeung             |
| 143511 - | 2003 EZ5               | 6 de març de 2003    | Anderson Mesa        | LONEOS                     |
| 143512 - | 2003 ED7               | 6 de març de 2003    | Anderson Mesa        | LONEOS                     |
| 143513 - | 2003 EH7               | 6 de març de 2003    | Anderson Mesa        | LONEOS                     |
| 143514 - | 2003 EN8               | 6 de març de 2003    | Anderson Mesa        | LONEOS                     |
| 143515 - | 2003 EX8               | 6 de març de 2003    | Socorro              | LINEAR                     |
| 143516 - | 2003 EP9               | 6 de març de 2003    | Anderson Mesa        | LONEOS                     |
| 143517 - | 2003 ES9               | 6 de març de 2003    | Anderson Mesa        | LONEOS                     |
| 143518 - | 2003 ED10              | 6 de març de 2003    | Anderson Mesa        | LONEOS                     |
| 143519 - | 2003 EV11              | 6 de març de 2003    | Socorro              | LINEAR                     |
| 143520 - | 2003 EJ12              | 6 de març de 2003    | Socorro              | LINEAR                     |
| 143521 - | 2003 EY12              | 6 de març de 2003    | Socorro              | LINEAR                     |
| 143522 - | 2003 EG13              | 6 de març de 2003    | Palomar              | NEAT                       |
| 143523 - | 2003 EH13              | 6 de març de 2003    | Palomar              | NEAT                       |
| 143524 - | 2003 ET13              | 6 de març de 2003    | Palomar              | NEAT                       |
| 143525 - | 2003 EZ14              | 7 de març de 2003    | Socorro              | LINEAR                     |
| 143526 - | 2003 EG15              | 7 de març de 2003    | Socorro              | LINEAR                     |
| 143527 - | 2003 EN16              | 8 de març de 2003    | Kitt Peak            | Spacewatch                 |
| 143528 - | 2003 ET18              | 6 de març de 2003    | Anderson Mesa        | LONEOS                     |
| 143529 - | 2003 EU18              | 6 de març de 2003    | Anderson Mesa        | LONEOS                     |
| 143530 - | 2003 EE19              | 6 de març de 2003    | Anderson Mesa        | LONEOS                     |
| 143531 - | 2003 EC20              | 6 de març de 2003    | Anderson Mesa        | LONEOS                     |
| 143532 - | 2003 EK20              | 6 de març de 2003    | Anderson Mesa        | LONEOS                     |
| 143533 - | 2003 ER20              | 6 de març de 2003    | Anderson Mesa        | LONEOS                     |
| 143534 - | 2003 EC21              | 6 de març de 2003    | Anderson Mesa        | LONEOS                     |
| 143535 - | 2003 EZ22              | 6 de març de 2003    | Socorro              | LINEAR                     |
| 143536 - | 2003 EZ23              | 6 de març de 2003    | Socorro              | LINEAR                     |
| 143537 - | 2003 EV24              | 6 de març de 2003    | Socorro              | LINEAR                     |
| 143538 - | 2003 EG25              | 6 de març de 2003    | Anderson Mesa        | LONEOS                     |
| 143539 - | 2003 EN25              | 6 de març de 2003    | Anderson Mesa        | LONEOS                     |
| 143540 - | 2003 ED27              | 6 de març de 2003    | Anderson Mesa        | LONEOS                     |
| 143541 - | 2003 EL27              | 6 de març de 2003    | Socorro              | LINEAR                     |
| 143542 - | 2003 EC30              | 6 de març de 2003    | Palomar              | NEAT                       |
| 143543 - | 2003 EW30              | 6 de març de 2003    | Palomar              | NEAT                       |
| 143544 - | 2003 EX30              | 6 de març de 2003    | Palomar              | NEAT                       |
| 143545 - | 2003 EA31              | 6 de març de 2003    | Palomar              | NEAT                       |
| 143546 - | 2003 EG31              | 6 de març de 2003    | Palomar              | NEAT                       |
| 143547 - | 2003 ES31              | 7 de març de 2003    | Socorro              | LINEAR                     |
| 143548 - | 2003 ER35              | 7 de març de 2003    | Socorro              | LINEAR                     |
| 143549 - | 2003 EU36              | 8 de març de 2003    | Anderson Mesa        | LONEOS                     |
| 143550 - | 2003 EC37              | 8 de març de 2003    | Anderson Mesa        | LONEOS                     |
| 143551 - | 2003 EH37              | 8 de març de 2003    | Anderson Mesa        | LONEOS                     |
| 143552 - | 2003 ET37              | 8 de març de 2003    | Anderson Mesa        | LONEOS                     |
| 143553 - | 2003 EG38              | 8 de març de 2003    | Anderson Mesa        | LONEOS                     |
| 143554 - | 2003 ED39              | 8 de març de 2003    | Socorro              | LINEAR                     |
| 143555 - | 2003 EH39              | 8 de març de 2003    | Socorro              | LINEAR                     |
| 143556 - | 2003 ED40              | 8 de març de 2003    | Kitt Peak            | Spacewatch                 |
| 143557 - | 2003 ER40              | 8 de març de 2003    | Anderson Mesa        | LONEOS                     |
| 143558 - | 2003 ET42              | 9 de març de 2003    | Kitt Peak            | Spacewatch                 |
| 143559 - | 2003 ET43              | 6 de març de 2003    | Socorro              | LINEAR                     |
| 143560 - | 2003 EV44              | 7 de març de 2003    | Anderson Mesa        | LONEOS                     |
| 143561 - | 2003 EP45              | 7 de març de 2003    | Socorro              | LINEAR                     |
| 143562 - | 2003 EZ45              | 7 de març de 2003    | Socorro              | LINEAR                     |
| 143563 - | 2003 EQ46              | 8 de març de 2003    | Anderson Mesa        | LONEOS                     |
| 143564 - | 2003 ER47              | 9 de març de 2003    | Anderson Mesa        | LONEOS                     |
| 143565 - | 2003 EW48              | 9 de març de 2003    | Socorro              | LINEAR                     |
| 143566 - | 2003 EP51              | 9 de març de 2003    | Socorro              | LINEAR                     |
| 143567 - | 2003 ET51              | 10 de març de 2003   | Anderson Mesa        | LONEOS                     |
| 143568 - | 2003 EX52              | 8 de març de 2003    | Socorro              | LINEAR                     |
| 143569 - | 2003 EB53              | 8 de març de 2003    | Anderson Mesa        | LONEOS                     |
| 143570 - | 2003 ER53              | 9 de març de 2003    | Socorro              | LINEAR                     |
| 143571 - | 2003 EX57              | 9 de març de 2003    | Socorro              | LINEAR                     |
| 143572 - | 2003 ET58              | 10 de març de 2003   | Socorro              | LINEAR                     |
| 143573 - | 2003 EU58              | 11 de març de 2003   | Palomar              | NEAT                       |
| 143574 - | 2003 EC59              | 11 de març de 2003   | Socorro              | LINEAR                     |
| 143575 - | 2003 EB60              | 12 de març de 2003   | Desert Moon          | B. L. Stevens              |
| 143576 - | 2003 FS1               | 24 de març de 2003   | Socorro              | LINEAR                     |
| 143577 - | 2003 FG2               | 23 de març de 2003   | Vicques              | M. Ory                     |
| 143578 - | 2003 FA5               | 24 de març de 2003   | Črni Vrh             | H. Mikuž, S. Matičič       |
| 143579 - | 2003 FE7               | 28 de març de 2003   | Piszkéstető          | K. Sárneczky               |
| 143580 - | 2003 FO9               | 21 de març de 2003   | Haleakala            | NEAT                       |
| 143581 - | 2003 FV12              | 23 de març de 2003   | Kitt Peak            | Spacewatch                 |
| 143582 - | 2003 FQ13              | 23 de març de 2003   | Kitt Peak            | Spacewatch                 |
| 143583 - | 2003 FY13              | 23 de març de 2003   | Kitt Peak            | Spacewatch                 |
| 143584 - | 2003 FS23              | 23 de març de 2003   | Kitt Peak            | Spacewatch                 |
| 143585 - | 2003 FF24              | 23 de març de 2003   | Kitt Peak            | Spacewatch                 |
| 143586 - | 2003 FD26              | 24 de març de 2003   | Kitt Peak            | Spacewatch                 |
| 143587 - | 2003 FY28              | 24 de març de 2003   | Haleakala            | NEAT                       |
| 143588 - | 2003 FN45              | 24 de març de 2003   | Kitt Peak            | Spacewatch                 |
| 143589 - | 2003 FJ46              | 24 de març de 2003   | Kitt Peak            | Spacewatch                 |
| 143590 - | 2003 FU50              | 25 de març de 2003   | Palomar              | NEAT                       |
| 143591 - | 2003 FF51              | 25 de març de 2003   | Palomar              | NEAT                       |
| 143592 - | 2003 FS52              | 25 de març de 2003   | Haleakala            | NEAT                       |
| 143593 - | 2003 FG61              | 26 de març de 2003   | Palomar              | NEAT                       |
| 143594 - | 2003 FD62              | 26 de març de 2003   | Kitt Peak            | Spacewatch                 |
| 143595 - | 2003 FL62              | 26 de març de 2003   | Palomar              | NEAT                       |
| 143596 - | 2003 FN62              | 26 de març de 2003   | Kitt Peak            | Spacewatch                 |
| 143597 - | 2003 FZ65              | 26 de març de 2003   | Kitt Peak            | Spacewatch                 |
| 143598 - | 2003 FV75              | 27 de març de 2003   | Palomar              | NEAT                       |
| 143599 - | 2003 FM78              | 27 de març de 2003   | Kitt Peak            | Spacewatch                 |
| 143600 - | 2003 FW78              | 27 de març de 2003   | Socorro              | LINEAR                     |